# Суфихонова, Фатима
Фатима Суфихонова (тадж. Фотима Сӯфихонова; 6 октября 1928 — 18 июня 2019) — передовик советского сельского хозяйства, звеньевая по шелководству колхоза имени Сталина Калаи-Хумбского района Горно-Бадахшанской автономной области, Герой Социалистического Труда (1960).

## Биография
Родилась 6 октября 1928 года в кишлаке Паткинаб, ныне Дарвазского района Горно-Бадахшанской области Таджикистана в таджикской семье.
В 1942 году после окончания школы стала трудиться в шелководческой сельскохозяйственной артели имени Сталина Гармского района Таджикской АССР. В 1948 году назначена звеньевой.
Регулярно бригада демонстрировала высокие результаты в производстве. План перевыполняли в 1,5-2 раза.
В 1959 году звено Фатимы Суфихоновой получило в среднем по 110—115 килограмм шёлковой нити с каждого ящика личинок шёлкопряда. Указом Президиума Верховного Совета СССР от 7 марта 1960 года за получение высоких показателей в сельском хозяйстве и рекордные урожаи шёлка, в ознаменование празднования Международного женского дня Фатиме Суфихоновой было присвоено звание Героя Социалистического Труда с вручением ордена Ленина и медали «Серп и Молот».
Участвовала во Всесоюзной выставке ВДНХ.
Продолжала работать в колхозе, добивалась высоких результатов. За всё время работы ежегодно получала свыше 300 килограммов лишнего кокона. Всего ею было получено 13 тонн сверхпланового кокона. Неоднократная участница выставки достижений народного хозяйства. Вышла на пенсию в 1991 году.
Проживала в Дарвазском районе. Родила и воспитала более 10 детей. Умерла 18 июня 2019 года.

## Награды
За трудовые успехи была удостоена:
- золотая звезда «Серп и Молот» (07.03.1960)
- орден Ленина — дважды (07.03.1960)
- Орден Трудового Красного Знамени — дважды
- Золотая и бронзовая медали ВДНХ.
- Медаль Материнства
- другие медали.

- Почётная грамота Президиума Верховного Совета Таджикской ССР.